# أنديرا سان
أنديرا سان (بالإنجليزية: Indira Sant)‏ (4 يناير 1914 - 13 يوليو 2000)؛ كاتِبة وشاعرة هندية.